# ماثيو سيد
ماثيو سيد (بالإنجليزية: Matthew Syed) هو صحفي ومعلق رياضي بريطاني، ولد في 2 نوفمبر 1970 في ريدنغ في المملكة المتحدة.

## وصلات خارجية
- ماثيو سيد على موقع منظمة تنس الطاولة العالمي (الإنجليزية)
- ماثيو سيد على موقع أوليمبيديا (الإنجليزية)